# سبرينغفيلد (إنديانا)
بلدة سبرينغفيلد (بالإنجليزية: Springfield Township)‏، هي واحدة من إحدى عشرة بلدة في مقاطعة لاغرانغ، إنديانا. اعتباراً من تعداد عام 2010 كان عدد سكانها 1,179، وكانت تحتوي على
469 وحدة سكنية. تأسست بلدة سبرينغفيلد في عام 1834.

## الجغرافيا
وفقاً لتعداد عام 2010، تبلغ مساحة البلدة الإجمالية (93 كم²)، منها (92.2 كم² أو 99.14%) يابسة و(0.80 كم² أو 0.86%) ماء.